# Disturbios marroquíes de 1965
Los disturbios marroquíes de 1965 fueron revueltas callejeras originadas en Casablanca en marzo de 1965, que luego se extendieron a otras ciudades de Marruecos. Comenzó con una protesta estudiantil, que se expandió para incluir a los miembros marginados de la población. El número de víctimas es dudoso. Las autoridades marroquíes informaron de una docena de muertos, mientras que la prensa extranjera y la Unión Nacional de Fuerzas Populares (UNFP) contaron más de 1000 muertos.

## Antecedentes
Hassan II se convirtió en el rey de Marruecos después de la muerte de Mohammed V el 26 de febrero de 1961. En diciembre de 1962 sus designados redactaron una constitución que mantuvo el poder político en manos de la monarquía. Hassan II también abandonó la política exterior de no alineación y proclamó hostilidad hacia la nuevamente independiente y socialista Argelia, dando lugar a la Guerra de las Arenas de 1963-1964.
La Union nationale des forces populaires, bajo el liderazgo Mehdi Ben Barka, se expandió en número y se opuso abiertamente a Hassan II. un grupo de estudiantes aliado suyo, la Union nationale des étudiants du Maroc (UNEM), grupo formado como nacionalista y anticolonial y ahora prominente crítico de la monarquía.  Estos grupos y el régimen puso en marcha un ciclo de escaladas de protestas y represión que crearon las condiciones para una gran confrontación. Once líderes de la UNFP, acusados de conspirar contra el rey, fueron condenadas a muerte. Ben Barka escapó a Francia, donde ejerció como simbólico líder de la oposición en el exilio.
Antes de marzo de 1965 el ministro de la educación nacional, Youssef Belabbes, originó una circular previniendo a los jóvenes mayores de 17 años de asistir al segundo ciclo del  Lycee  (escuela secundaria). En la práctica, esta regla separaba el 60% de los estudiantes. Aunque en este momento el Baccalauréat concernía sólo a unos pocos (1500 por año), para otros se convirtió en un símbolo que provocó la movilización de los estudiantes. Esta decisión provocó disturbios estudiantiles en Casablanca, Rabat, y otras ciudades.

## Acontecimientos
El 22 de marzo de 1965 miles de estudiantes se reunieron en el campo de fútbol del Lycée Mohammed-V de Casablanca. Ya eran numerosos a las 10 horas. Según un testigo, había casi 15 000 estudiantes presentes aquella mañana.
El objetivo de la asamblea fue la organización de una marcha pacífica contra la demanda de la administración sobre los afectados su derecho a la educación superior pública. Al llegar a la calle en frente del centro cultural francés, la manifestación fue brutalmente dispersada por la policía. Sin más provocación, dispararon sus armas de fuego. Los estudiantes fueron obligados a retirarse a los barrios pobres de la ciudad, donde se encontraron con los parados. Acordaron reunirse de nuevo al día siguiente.

### 23 de marzo de 1965
El 23 de marzo los estudiantes se reunieron de nuevo en el estadio del Lycée Mohammed-V. Pronto se les unieron sus padres, los trabajadores y los parados, así como gente procedente de los  bidonvilles  (tugurio s). Esta vez, la asamblea no fue tan pacífica. Los manifestantes cometieron actos de vandalismo contra tiendas, quemaron autobuses y coches, lanzaron piedras, y corearon consignas contra el rey.
La represión no se hizo esperar: el ejército y la policía fueron movilizados. Los tanques fueron desplegados durante dos días para reprimir a los manifestantes, y el general Mohammed Oufkir no dudó en disparar contra la multitud desde un helicóptero.
El rey acusó de los acontecimientos a los profesores y los padres. Declaró en un mensaje a la nación el 30 de marzo de 1965: «Permitidme que os diga que no hay mayor peligro para el Estado que los autodenominados intelectuales. Hubiera sido mejor si fueran analfabetos».

## Consecuencias
Después de los acontecimientos del 23 de marzo fueron detenidos los presuntos disidentes, incluyendo comunistas y profesores iraquíes. En abril Hassan II intentó reconciliarse con la oposición, recibiendo a Ifrane una delegación de la  Union nationale des fuerzas populaires , de la que formaban parte Abderrahim Bouabid, Abdelhamid Zemmouri y Abderramán Yusufi. Propusieron formar un gobierno y exigieron transmitir su mensaje a Mehdi Ben Barka. Pero estas discusiones no dieron lugar a ninguna acción concreta.
En junio del mismo año Hassan II declaró un estado de emergencia que duró hasta 1970. La UNFP continuó criticando al régimen. El 29 de octubre Mehdi Ben Barka fue secuestrado y asesinado en París. Los estudiantes de Casablanca se levantaron de nuevo el 23 de marzo de 1966 y muchos fueron detenidos.
Con respecto a estos acontecimientos, los miembros del UNFP procedieron a crear una organización marxista-leninista,  le Mouvement du 23 mars  que dio lugar en 1983 a la Organisation del action démocratique populaire, uno de los elementos fundamentales del   Parti socialiste unifié. Entre las personalidades que han sido activas dentro de este movimiento, se encuentra el político Mohamed Bensaid Aït Idder, el investigador y autor Abdelghani Abou El Aazm, el consultor Amal Cherif Haouaria, y el político belga Mohammed Daifa.